# Liste der Biografien/Zao
Liste der Biografien |
Portal Biografien |
Personensuche
# |
A |
B |
C |
D |
E |
F |
G |
H |
I |
J |
K |
L |
M |
N |
O |
P |
Q |
R |
S |
T |
U |
V |
W |
X |
Y |
Z |
?
 
Za |
Zb |
Zc |
Zd |
Ze |
Zf |
Zg |
Zh |
Zi |
Zj |
Zk |
Zl |
Zm |
Zn |
Zo |
Zr |
Zs |
Zu |
Zv |
Zw |
Zy |
Zz
 
Zaa |
Zab |
Zac |
Zad |
Zae |
Zaf |
Zag |
Zah |
Zai |
Zaj |
Zak |
Zal |
Zam |
Zan |
Zao |
Zap |
Zaq |
Zar |
Zas |
Zat |
Zau |
Zav |
Zaw |
Zax |
Zay |
Zaz
Die Liste der Biografien führt alle Personen auf, die in der deutschsprachigen Wikipedia einen Artikel haben. Dieses ist eine Teilliste mit 8 Einträgen von Personen, deren Namen mit den Buchstaben „Zao“ beginnt.

## Zao
- Zao, Wou-Ki († 2013), französisch-chinesischer Maler

### Zaon
- Zaōnishiki, Toshimasa (1952–2020), japanischer Sumōringer

### Zaor
- Zaor, Jan, polnischer Architekt des Barock
- Zaorálek, Lubomír (* 1956), tschechischer Politiker (ČSSD), Mitglied des Abgeordnetenhauses
- Zaoralová, Eva (1932–2022), tschechische Filmkritikerin
- Zaorski, Janusz (* 1947), polnischer Filmregisseur, Drehbuchautor und SchauspielerJanusz Zaorski (* 1947)

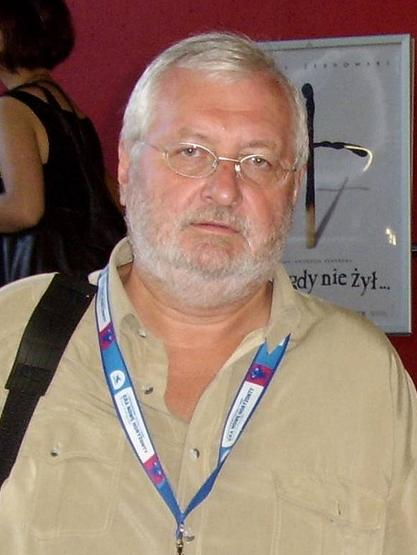
Janusz Zaorski (* 1947)

### Zaou
- Zaoui, Mohamed (* 1960), algerischer Boxer
- Zaoui, Pierre (* 1968), französischer Philosoph und Hochschullehrer